# 2019 au théâtre
| Années du théâtre : 2016 - 2017 - 2018 - 2019 - 2020 - 2021 - 2022    |
| Décennies du théâtre : 1980 - 1990 - 2000 - 2010 - 2020 - 2030 - 2040 |

Cet article présente les faits marquants de l'année 2019 au théâtre.

## Récompenses
- 21 janvier : Prix théâtre Adami 2018 : Côme de Bellescize et la compagnie Théâtre du Fracas
- 28 janvier : Prix Plaisir du théâtre - Marcel-Nahmias : Alain Françon
- 28 janvier : Prix Jean-Jacques-Gautier : Sebastian Galeota
- 7 avril : 43e cérémonie des Laurence Olivier Awards
- 13 mai : 31e cérémonie des Molières
- 9 juin : 73e cérémonie des Tony Awards
- 17 juin : Prix SACD
- 20 juin : Prix du théâtre de l'Académie française : Édouard Baer pour l'ensemble de son œuvre
- 20 juin : Prix du jeune théâtre Béatrix Dussane-André Roussin : Hervé Bentégeat pour Meilleurs alliés
- 21 juin : Prix de la critique

## Décès

### Premier trimestre

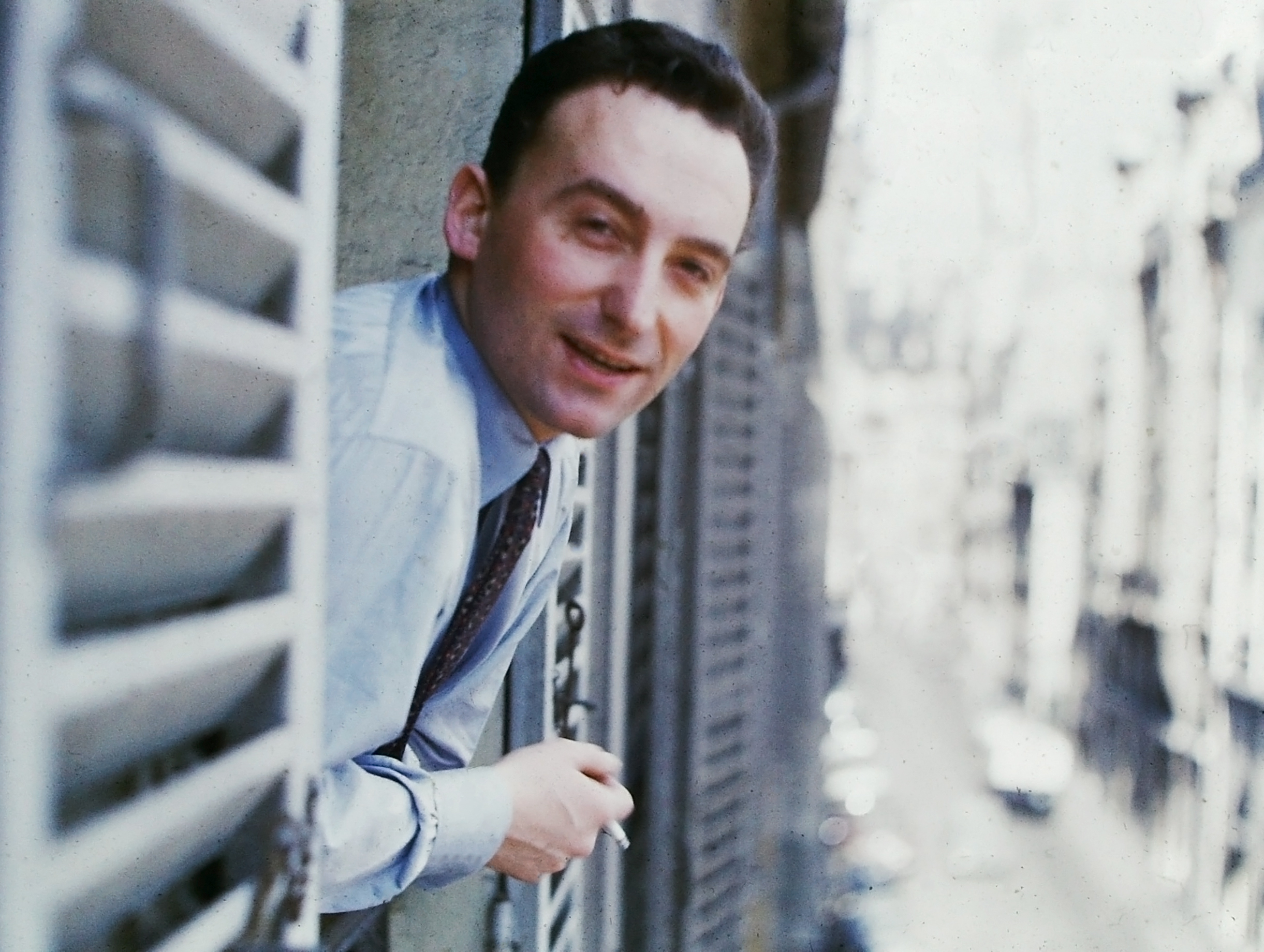
Pierre Barillet.

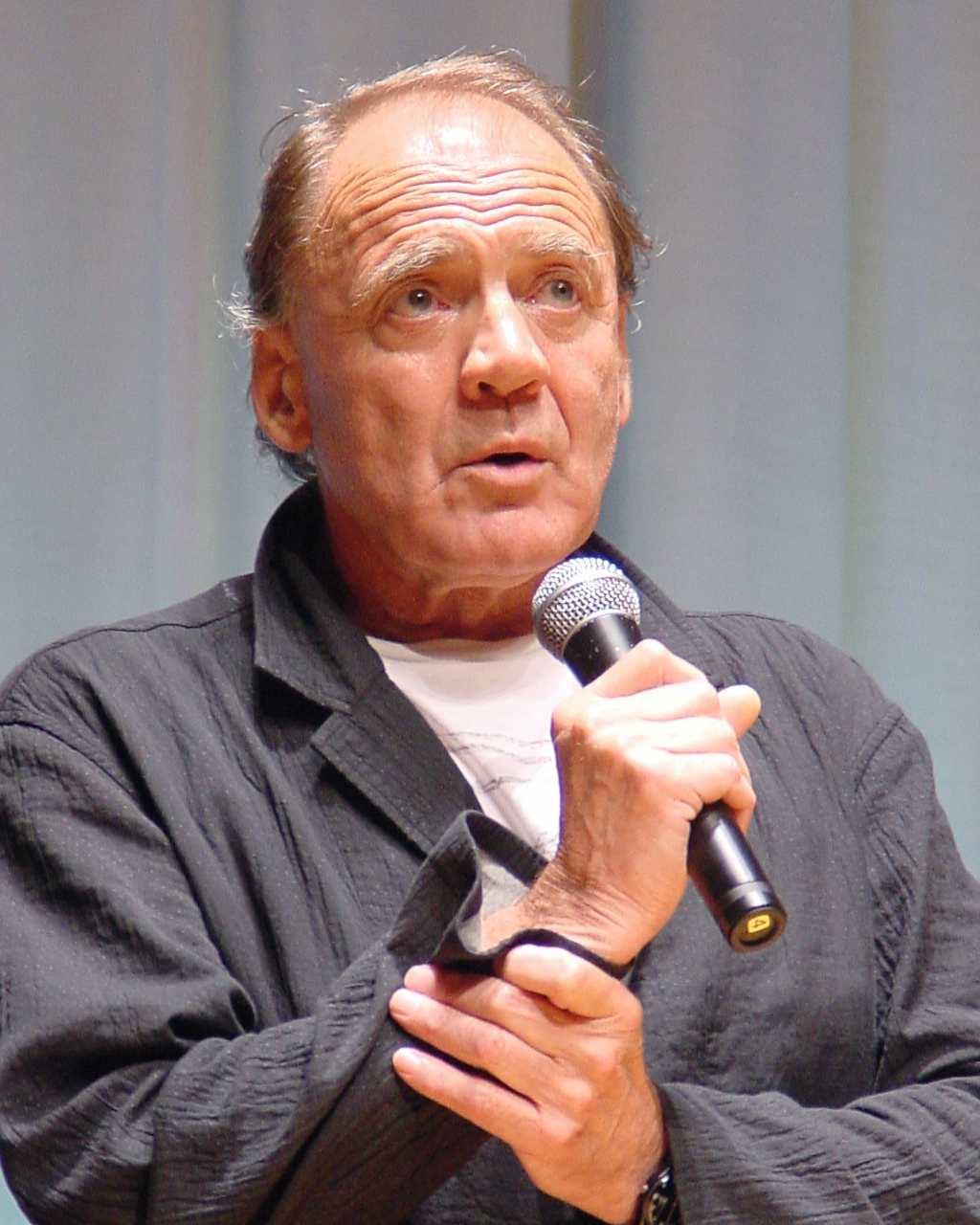
Bruno Ganz.

- 6 janvier : William Morgan Sheppard (°1932), comédien américain
- 8 janvier : Pierre Barillet (°1923), auteur dramatique français
- 15 janvier : Carol Channing (°1921), comédienne américaine
- 20 janvier : François Perrot (°1924), comédien et metteur en scène français
- 21 janvier : Michel Sangaré (° nc), comédien malien
- 23 janvier : Caio Junqueira (°1976), comédien brésilien
- 26 janvier : Patrick Bricard (°1950), comédien et metteur en scène français
- 26 janvier : Michel Legrand (°1932), compositeur français
- 27 janvier : Erica Yohn (°1928), comédienne américaine
- 1er février : Bobò (°1936), comédien italien
- 7 février : Albert Finney (°1936), comédien britannique
- 8 février : Sergueï Iourski (°1935), comédien russe
- 10 février : Didier Pain (°1947), comédien français
- 16 février : Bruno Ganz (°1941), comédien suisse
- 16 février : Serge Merlin (°1933), comédien français
- 19 février : Giulio Brogi (°1931), comédien italien
- 23 février : Katherine Helmond (°1929), comédienne américaine
- 2 mars : Med Hondo (°1936), comédien et metteur en scène franco-mauritanien
- 3 mars : Aziz Maouhoub (°1939), comédien marocain
- 7 mars : Pino Caruso (°1934, comédien italien
- 8 mars : Jacques Bodoin (°1921), comédien français
- 9 mars : Vladimir Etouch (°1922), comédien russe
- 11 mars : Julienne Salvat (°1932), comédienne et metteuse en scène française
- 17 mars : William Sabatier (°1923), comédien français
- 29 mars : Dobrica Erić (°1936), auteur dramatique serbe
- 30 mars : Paloma Cela (°1943), comédienne espagnole

### Deuxième trimestre

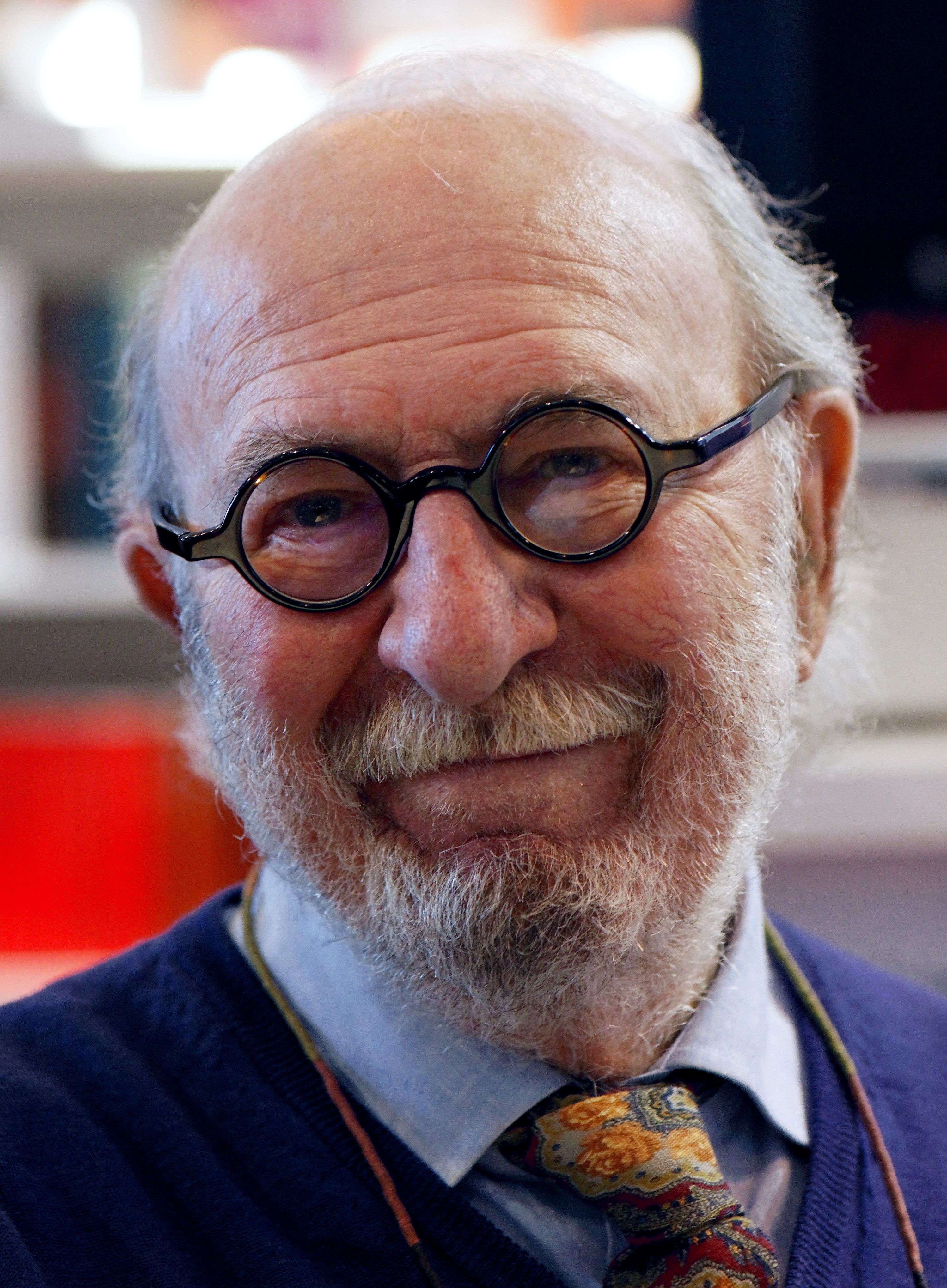
Jean-Pierre Marielle.

- 2 avril : Jamshid Mashayekhi (°1934), comédien iranien
- 3 avril : Mabô Kouyaté (°1989), comédien helvético-burkinabé-malien
- 14 avril : Bibi Andersson (°1935), comédienne suédoise
- 15 avril : Warren Adler (°1927), auteur dramatique américain
- 16 avril : Ferenc Bács (°1936), comédien roumain
- 16 avril : Aziz Chouaki (°1951), auteur dramatique algérien
- 21 avril : Hannelore Elsner (°1942), comédienne allemande
- 21 avril : Ken Kercheval (°1935), comédien américain
- 24 avril : Jean-Pierre Marielle (°1932), comédien français
- 26 avril : Elina Bystritskaya (°1928), comédienne russe
- 26 avril : Ellen Schwiers (°1930), comédienne allemande
- 30 avril : Anémone (°1950), comédienne et metteuse en scène française
- 5 mai : Barbara Perry (°1921), comédienne américaine
- 13 mai : Doris Day (°1922), comédienne américaine
- 17 mai : Herman Wouk (°1915), auteur dramatique américain
- 24 mai : Pierre Hatet (°1930), comédien français
- 24 mai : Denise Petitdidier (°1943, directrice de théâtre française
- 3 juin : Agustina Bessa-Luís (°1922), auteure dramatique portugaise
- 3 juin : Paul Darrow (°1941), comédien britannique
- 10 juin : Valeria Valeri (°1921), comédienne italienne
- 15 juin : Maurice Bénichou (°1943), comédien et metteur en scène français
- 20 juin : Peter Matić (°1937), comédien autrichien
- 20 juin : Nora Tilley (°1952), comédienne belge
- 23 juin : Andreï Kharitonov (°1959), comédien russe
- 26 juin : Édith Scob (°1937), comédienne et metteuse en scène française
- 26 juin : Max Wright (°1943), comédien américain

### Quatrième trimestre
- 14 octobre : Ryszard Zaorski, acteur polonais de théâtre, de cinéma et de télévision. (° 27 mars 1928).
- 26 décembre : Galina Voltchek, directeur du théâtre Sovremennik (° 1933)